# Norbert Felsinger
Norbert Felsinger (17 luglio 1939) è un ex pattinatore artistico su ghiaccio austriaco, specializzato nel singolo.

## Palmarès

### Europei
- 2 medaglie:
  - 1 argento (Garmisch-Partenkirchen 1960)
  - 1 bronzo (Davos 1959)